# Gaál Tibor
Gyulai Gaál Tibor (Zsitvagyarmat, 1913. június 5. – Verebély, 2001. július 4.) tanár, a Zsitva-mente festője.

## Élete
Gaál István (1874–1914) körjegyző és Pitthort Viktória (1871–1953) fia. Anyja kénytelen volt másutt tanítani, ezért nagybátyja Lajos nevelte. Zsitvagyarmaton, majd 4 évet a verebélyi polgári iskolában tanult. 1928–1929-ben Pozsonyban egyéves kurzuson vett részt. Ott Adolf Petríček akadémikus festő oktatta rajzra. Ezután a lévai tanítóintézetben tanult, ahol Bohuslav Kozák akadémikus festő és Bohumil Kaiser zenetanár oktatta. Ekkortól magántanárként zenét tanított. 1933-ban tanítói képesítést szerzett, majd Zsitvagyarmaton lett ideiglenes, majd rendes tanár, végül iskolaigazgató. 1940-ben az árvízkárosultak számára küldött adományt. Ugyanebben az évben jutalomban részesült a magyar nyelv oktatásában elért eredményéért. 1943-ban tartalékos zászlóssá nevezték ki.
A falu kulturális életének irányítója, a helyi tűzoltóegylet parancsnoka lett. Színjátszó előadásokat tartottak, fúvószenekart alapított. 1975-ig a közművelődési társaskör (osvetová beseda) irányítója, falusi könyvtáros, kántor (orgonista) és a helyi képviselőtestület tagja.
1951–1974 között a községi krónika írója, előtte apósa Miklóska Károly iskolaigazgató vezette.
Alkotásait Pozsonyban és 1998-ban Verebélyen (Obrázky môjho života) állította ki. 2011-ben ismét Verebélyen állították ki műveit. Rajzai és portréi szlovák lapokban is megjelentek. Olajfestményei helyben és a római katolikus templomban maradtak fenn. A zsitvagyarmati temetőben nyugszik.
Felesége Miklóska Mária (1918-1994) tanítónő volt.